# Generalife
Generalife (z arabského جَنَّة الْعَرِيف Jannat al-‘Arīf, v doslovném překladu Architektova zahrada) je letní palác, který sloužil pro potřeby Nasrovců, poslední muslimské dynastie španělského Al-Andalusu. Nachází se na okraji města Granada ve španělské Andalusii. Palác byl pro svou velkou kulturní hodnotu v roce 1984 zařazen ke světovému dědictví společně s palácem Alhambra a historickou čtvrtí Albayzín.

## Historie
Palác s přilehlými zahradami byl postaven za vlády Muhammada III. (1302–1309). Výzdoba paláce pochází z doby o něco pozdější, kdy u moci stál sultán Isma'íl I. (1313–1324).

## Popis
Palácový komplex se skládá z Jardín de la Sultana (Sultánova zahrada) a Patio de la Acequia, kde se nachází dlouhý bazén obklopený záhony s květinami, fontánami, kolonádou a pavilóny. Patio de la Acequia je považováno za nejzachovalejší ukázku středověké perské zahrady na území Al-Andalusu.
Palác je postaven ve stylu Nasridské dynastie a nachází se na sever od Alhambry. S Alhambrou byl původně spojen krytou chodbou vedoucí přes rokli, která je od sebe dnes dělí. Generalife je jednou z nejstarších dochovaných maurských zahrad. Cesty zahradou jsou vydlážděny v tradičním granadském stylu: mozaikou z říčních oblázků. Bílé kameny pocházejí z řeky Darro a černé z řeky Genil.

## Galerie

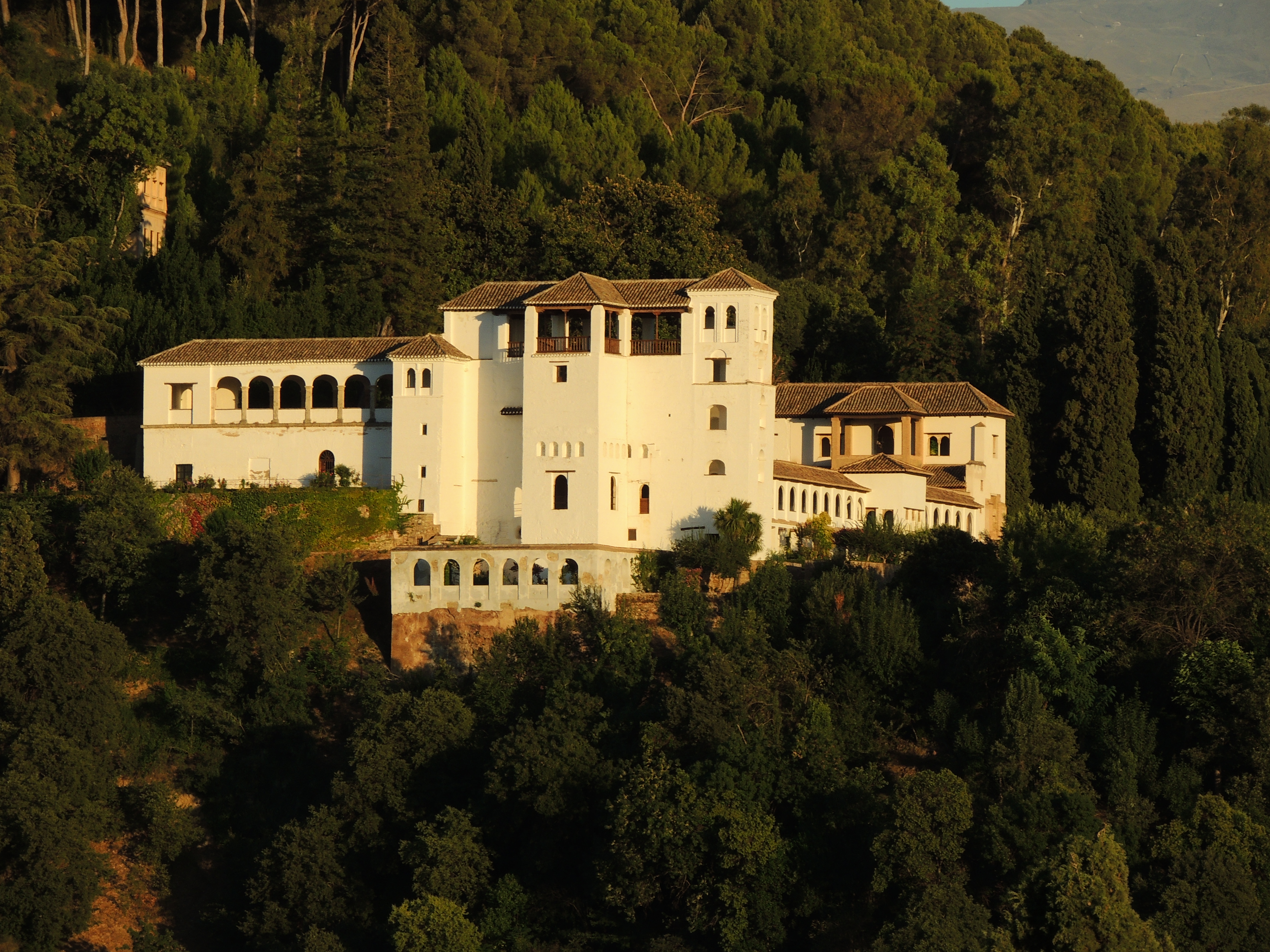
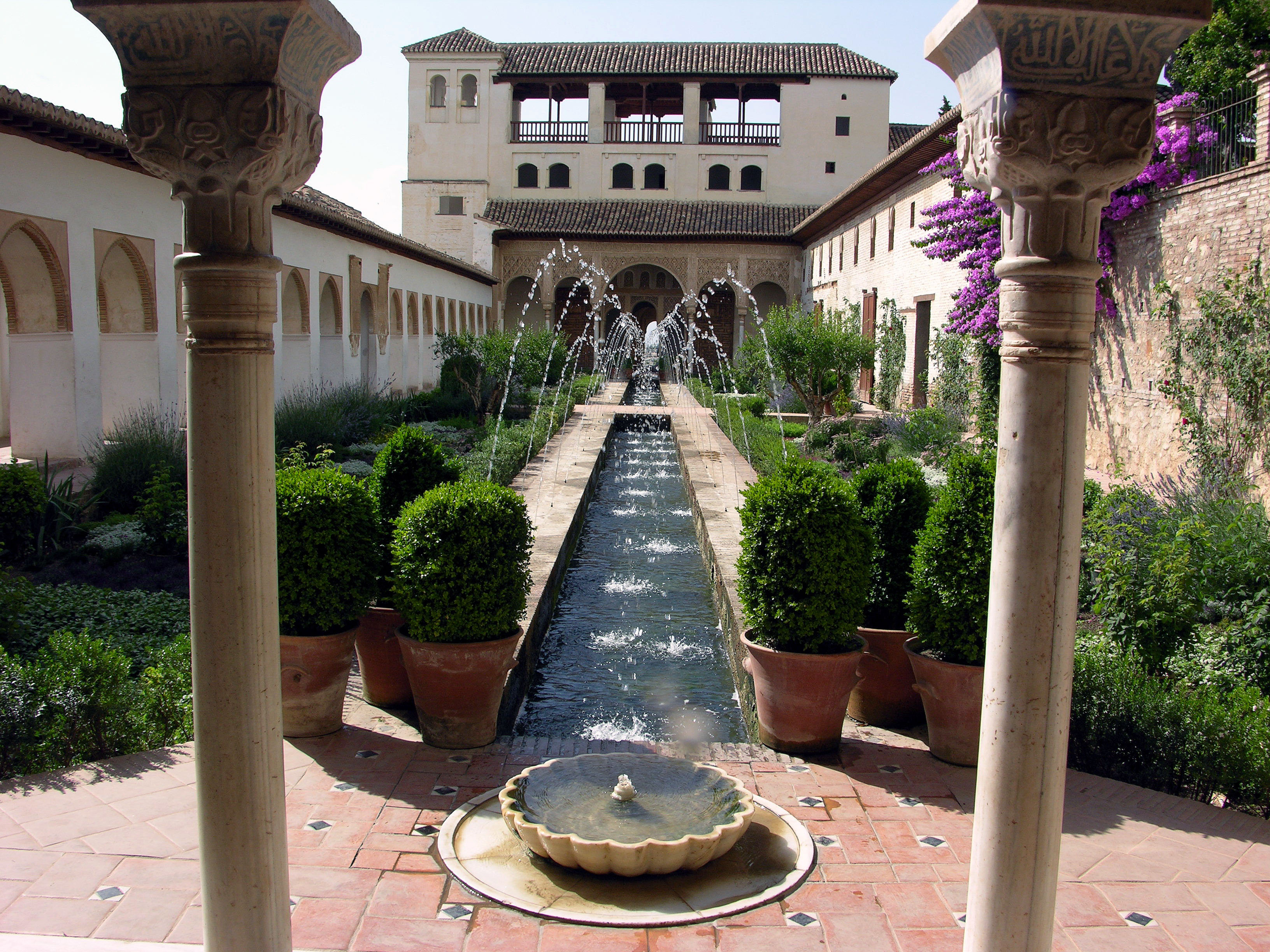
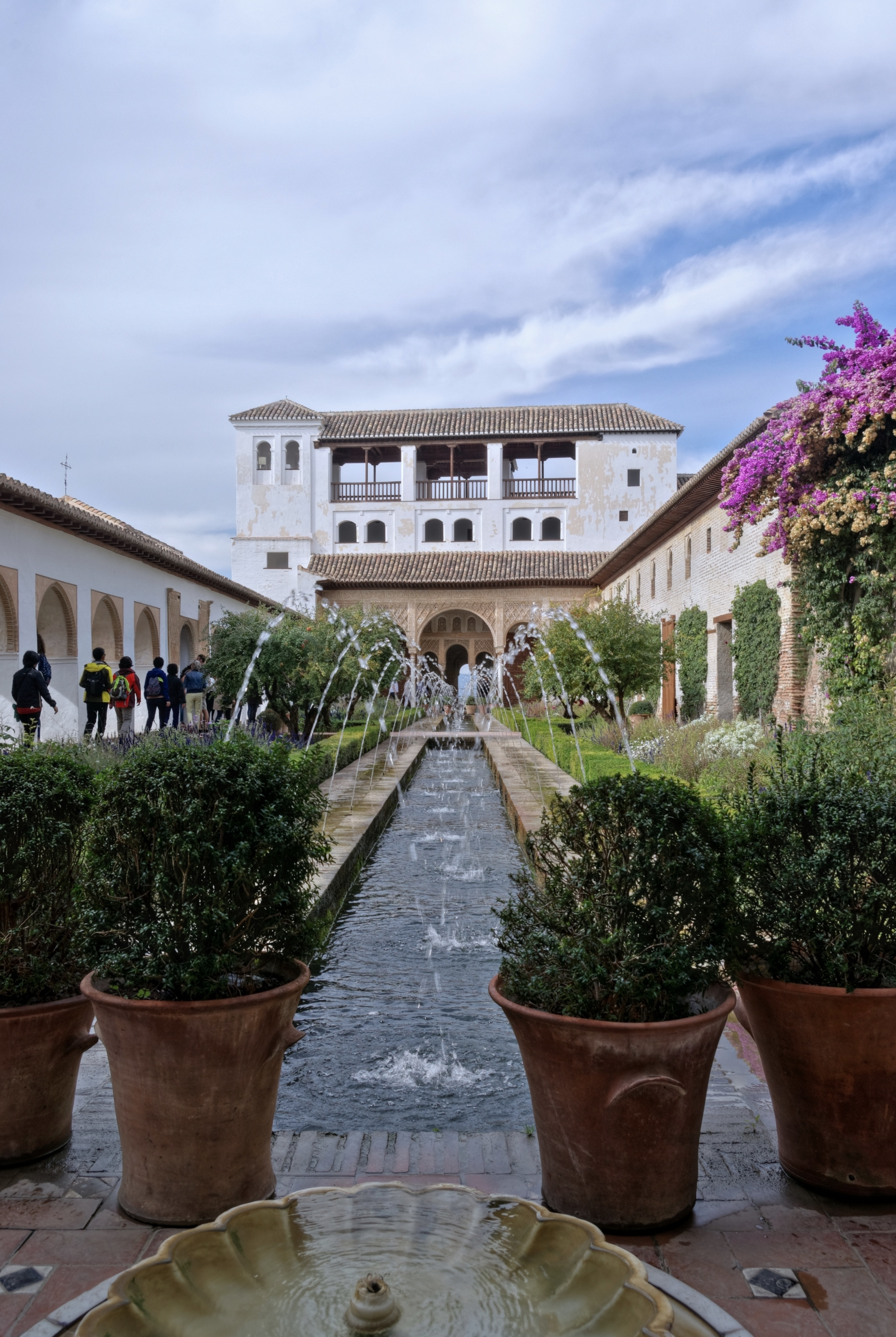
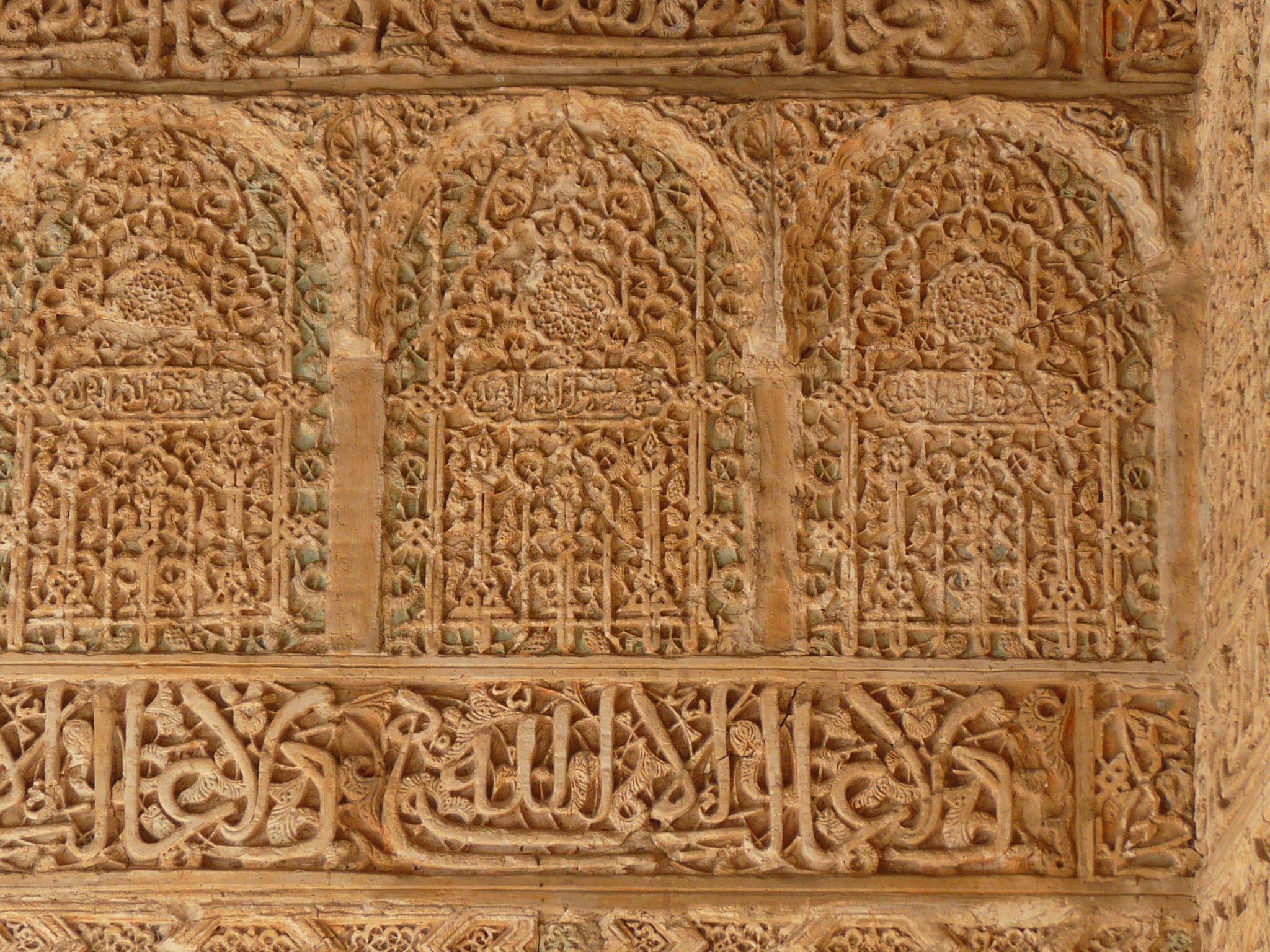
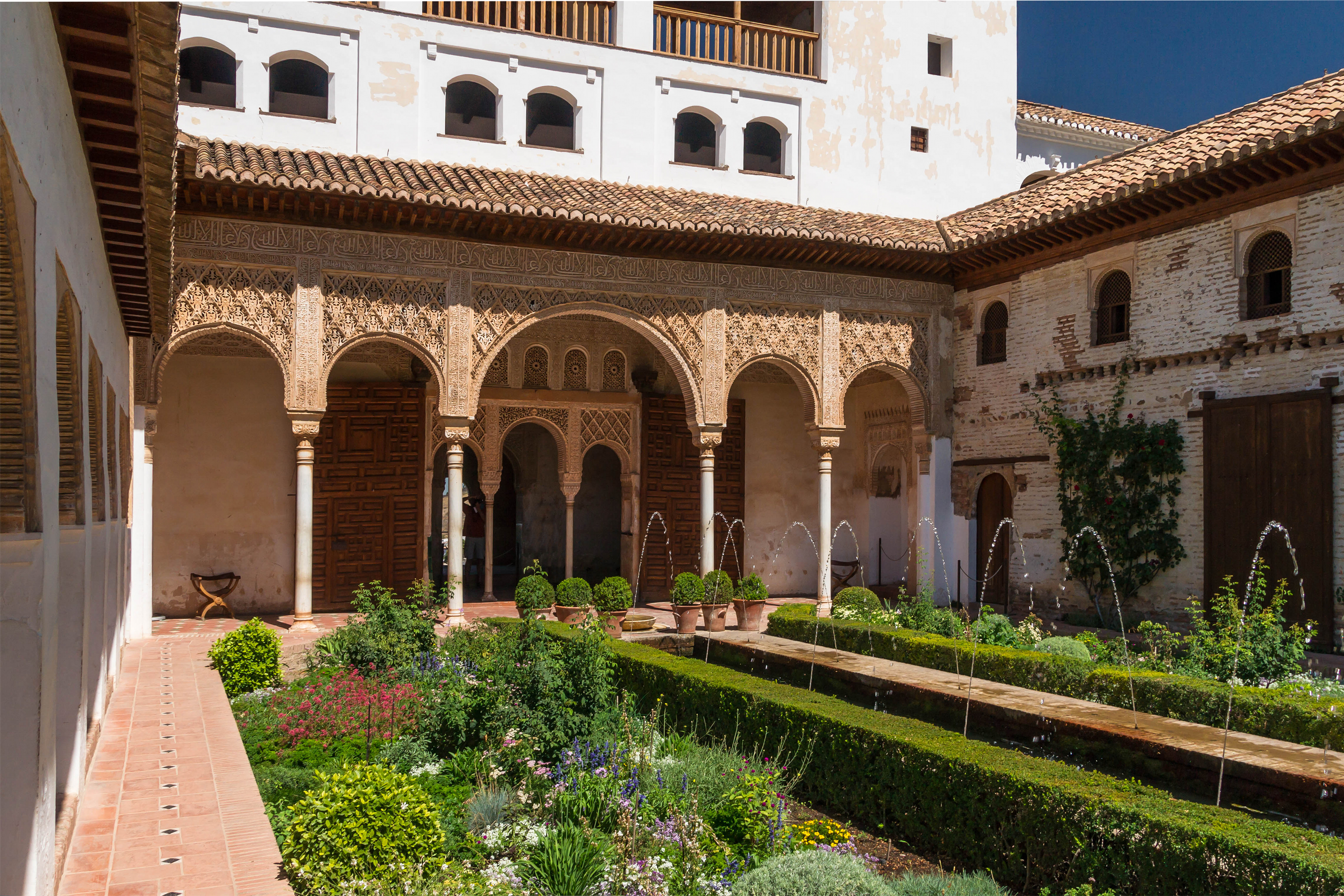